# آلکیل‌فنول

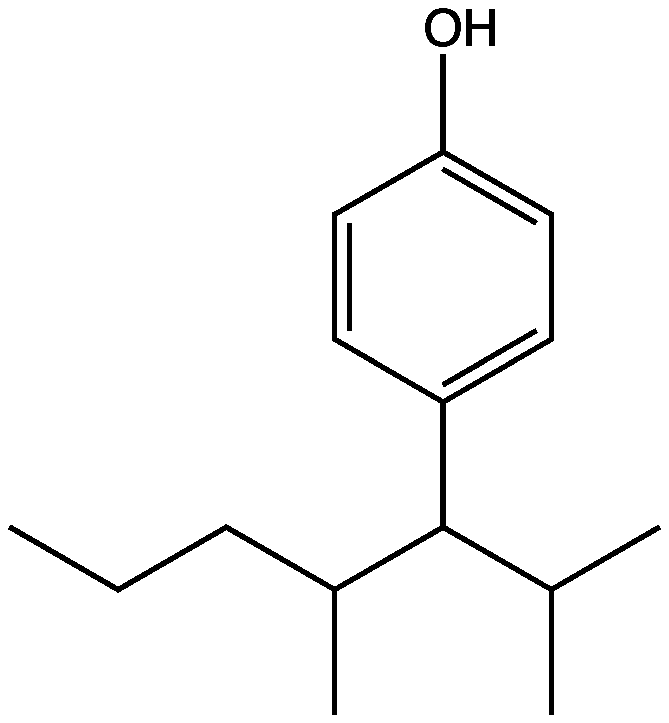
ساختار شیمیایی آلکیل فنل نونیل فنل

آلکیل‌فنول‌ها، خانواده‌ای از ترکیبات آلی هستند که از آلکیل‌دار کردن فنول‌ها که یک واکنش شیمیایی در شیمی آلی است که طی آن یک گروه آلکیل به یک مولکول متصل می‌شود، به‌وجود می‌آیند. این گروه می‌تواند به صورت کربوکاتیون، رادیکال، کاربن یا کربانیون جابجا شود. آلکیل دار کردن موجب افزایش تعداد اتمها و در نتیجه افزایش جرم مولکولی محصول واکنش می‌شود. از کاربردهای این فرایند در تولید سوخت‌های هیدروکربنی با عدد اکتان بالا است که نخستین بار در طول جنگ جهانی دوم و برای تولید سوخت هواپیماها توسعه یافت. همچنین از دیگر کاربردهای این واکنش در شیمی‌درمانی و به منظور درمان سرطان از طریق آسیب رساندن به دی‌ان‌ای سلول‌های سرطانی است. فنول در دسته‌بندی ترکیبات آلی به دسته‌ای از ترکیبات گفته می‌شود که در آن یک گروه عاملی هیدروکسیل (—OH) به‌طور مستقیم به یک هیدروکربن آروماتیک متصل باشد. نکته قابل توجه در مورد این ترکیبات این است که با وجود گروه عاملی هیدروکسیل، این ترکیبات جزو دستهٔ الکل‌ها طبقه‌بندی نمی‌شوند. از جمله ویژگی‌های منحصر به فرد آن نیز اسیدیته بالای این ترکیبات است. فنول‌ها به علت دارا بودن گروه هیدروکسی تا حدودی مشابه با الکل‌ها هستند. فنول‌ها معمولاً دارای نقطه ذوب پایینی هستند، اما به علت امکان تشکیل پیوندهای هیدروژنی نقطه جوش بالایی دارند. فنول به دلیل تشکیل پیوند هیدروژنی در آب محلول است ولی بیشتر مشتق‌های آن در آب کم محلول یا نامحلول هستند. بسیاری از مشتق‌های فنولی کاربرد دارویی و صنعتی دارد. فنول نسبت به حلقه بنزن بسیار فعال‌تر بوده و به راحتی در واکنش‌های جانشینی الکترون‌دوستی حلقه شرکت می‌کند. همان‌طور که در واکنش بالا نیز مشخص گردیده‌است، انجام واکنش برم‌دار کردن فنول نیازی به کاتالیزور اسید لوئیس ندارد و واکنش، تا برم‌دار شدن کامل حلقه پیش می‌رود. انجام واکنش نیتراسیون نیز در شرایط ملایم‌تری نسبت به بنزن رخ می‌دهد. یکی از واکنش‌های معروف در مورد فنول، واکنش کولب می‌باشد که طی آن ۲- هیدروکسی بنزوئیک اسید یا سالیسیلیک اسید که ماده اولیه تولید آسپیرین می‌باشد، تولید می‌گردد. در اثر واکنش باز با فنول و به علت خاصیت اسیدی هیدروژن فنولی، یون فنوکسید ایجاد می‌گردد. آنیون فنوکسید حاصل می‌تواند با حلقه بنزن رزونانس کند. یون فنوکسید حاصل در ادامه به CO2 حمله می‌کند و در نهایت با اسیدی کردن محیط محصول نهایی که همان ۲- هیدروکسی بنزوئیک اسید می‌باشد، حاصل می‌گردد. به‌طور کلی مکانسیم واکنش به صورت زیر می‌باشد. فنول تا حدودی خاصیت اسیدی دارد و در حضور آب پروتون از دست می‌دهد و به یون فنوکسید تبدیل می‌گردد. به‌طور کلی قرار گرفتن گروه‌های الکترون‌کشنده بر روی حلقه، خاصیت اسیدی فنول را افزایش و قرار گرفتن گروه‌های الکترون‌دهنده خاصیت اسیدی را کاهش می‌دهد. همچنین یون فنوکسید می‌تواند طی یک واکنش SN2 و با در حضور ترکیبی با ترک‌کننده مناسب، آریل اتر تولید کند. این اصطلاح معمولاً برای پروپیل‌فنول‌ها، نونیل‌فنول‌ها و دودکیل‌فنول‌های تجاری استفاده می‌شود و مربوط به «آلکینوفل‌های بلند زنجیر» (LCAP)ها است. متیل‌فنول‌ها و اتیل‌فنول‌ها هم از آلکیل‌فنول‌ها محسوب می‌شوند اما بیشتر با اسم‌های اختصاصی‌شان به آن‌ها اشاره می‌شود؛ کرسول‌ها و زیلنول‌ها.

## نحوهٔ تولید
آلکیل‌فنول‌های بلند زنجیر با استفاده از آلکیل‌دار کردن فنول با آلکن‌ها که هیدروکربن‌هایی هستند که یک پیوند دوگانه کربن – کربن (C=C) دارندل و فرمول کلی آن‌ها به صورت CnH2n می‌باشد. آلکن‌ها سیر نشده هستند، یعنی می‌توانند هیدروژن بگیرند و سیر شوند. آلکن‌ها :هیدروژن ویک اکسیژن به صورت oH به یکی از کربن‌ها متصل شده‌است. و آلکن‌ها نقش مهمی از نظر بیولوژیکی ایفا می‌کنند، به‌عنوان مثال اتیلن هورمون گیاهان بوده که از اسید آمینه متیونین(methionine) ایجاد شده و باعث رسیدن میوه‌ها، بازشدن شکوفه‌ها و گل‌ها و همچنین ریزش برگ‌ها در پاییز می‌شود و به‌دلیل این خاصیت در کشاورزی مورد استفاده قرار می‌گیرد. برای جلوگیری از خراب شدن میوه‌هایی مانند سیب، گلابی و موز، در حمل و نقل یا انبار، آن‌ها را کمی نارس می‌چینند و قبل از وارد کردن به بازار، تحت تأثیر اتیلن قرار می‌دهند تا رسیده شود. دیگر ترکیب طبیعی جالبی که در دسته آلکن‌ها جای دارد، [null 3-متیل-۱٬۳-بوتادی‌اِن] یا به اصطلاح ایزوپرن است. ترپن‌ها (که از ۱ یک چند واحد ایزوپرن تشکیل شده‌اند) به‌صورت مواد بو و طعم‌دهنده (عصارهٔ نعنا و اُکالیپتوس)، عطرها (رُز، سنبل) و حلال (تورپنتین) به‌کار گرفته می‌شوند. تهیه می‌شوند:
C ۶ H ۵ OH + RR'C=CHR" → RR'CH−CHR" -C ۶ H ۴ OH
به این ترتیب حدود ۵۰۰ میلیون کیلوگرم به‌طور سالانه، تولید می‌شود.

## بحث‌های محیط‌زیستی دربارهٔ نونیل‌فنول‌ها
آلکین‌فنول‌ها، زنستزوژن هستند. اتحادیه اروپا برای استفاده و فروش برخی استفاده‌هایی از نونیل‌فنول‌ها، محدودیت‌هایی تعیین کرده‌است که به دلیل «سمی بودن، ماندگاری زیاد و قابلیت تجمع زیستی» آن بوده‌است، اما EPA ایالات متحده رویکرد غیرتندتری اتخاذ کرده‌است تا مطمئن شود که این اقدامات بر اساس علم دقیق است.

## کاربردهای آلکیل‌فنول‌های بلند زنجیر
آلکیل‌فنول‌های بلند زنجیر به‌طور گسترده به‌عنوان مادهٔ اولیهٔ مواد شوینده و به عنوان افزودنی برای سوخت‌ها و روان‌کننده‌ها، پلیمرها و به عنوان اجزای سازنده رزین فنولی کاربرد دارد که با نام‌های رزین فنولیک، رزین فنول فرمالدهید و رزین فنوپلاست نیز شناخته می‌شود، یکی از قدیمی‌ترین و پرکاربردترین رزین‌های گرماسخت است. این نوع رزین‌ها از واکنش فنول یا مشتقات آن با فرمالدهید در حضور کاتالیزور مناسب تهیه می‌شوند. رزول و نوولاک دو گونه مهم از این نوع رزین‌ها هستند. از ویژگی‌های مفید این رزین‌ها مقاومت حرارتی بالا و قیمت پایین آن است. از این رزین‌ها در تولید کامپوزیت‌ها، صنایع الکترونیک و همچنین به عنوان سپرهای حرارتی استفاده می‌شود.
این ترکیبات همچنین به عنوان بلوک‌های شیمیایی سازنده‌ای که در ساخت عطر، الاستومر ترموپلاستیک، آنتی‌اکسیدان‌ها، مواد شیمیایی میدان نفتی و بازدارندهٔ آتش‌سوزی استفاده می‌شوند، به کار برده می‌شوند. از طریق استفاده پایین دستی در ساخت رزین‌های آلکیل فنولیک، آلکیل فنل‌ها همچنین در لاستیک‌ها، چسب‌ها، پوشش‌ها، کاغذ کپی بدون کربن و محصولات لاستیکی با کارایی بالا یافت می‌شوند. بیش از ۴۰ سال است که از آن‌ها در صنعت استفاده می‌شود.

فرمالدهید